# Pašino Polje
Pašino Polje (en serbe cyrillique : Пашино Поље) est un village du nord-ouest du Monténégro, dans la municipalité de Žabljak.

## Démographie

### Évolution historique de la population
| 1948 | 1953 | 1961 | 1971 | 1981 | 1991 | 2003 |
| ---- | ---- | ---- | ---- | ---- | ---- | ---- |
| 91   | 111  | 97   | 95   | 79   | 58   | 34   |